# 短鰭似刀鯰
短鰭似刀鯰，為輻鰭魚綱鯰形目北非鯰科的其中一種，分布於亞洲蘇門答臘及婆羅洲的淡水流域，體長可達11.5公分，棲息在溪流、湖泊底層水域，屬肉食性，以小型無脊椎動物為食，生活習性不明。

## 擴展閱讀
維基物種上的相關：短鰭似刀鯰